# Erzengel-Michael-Kirche (Binarowa)

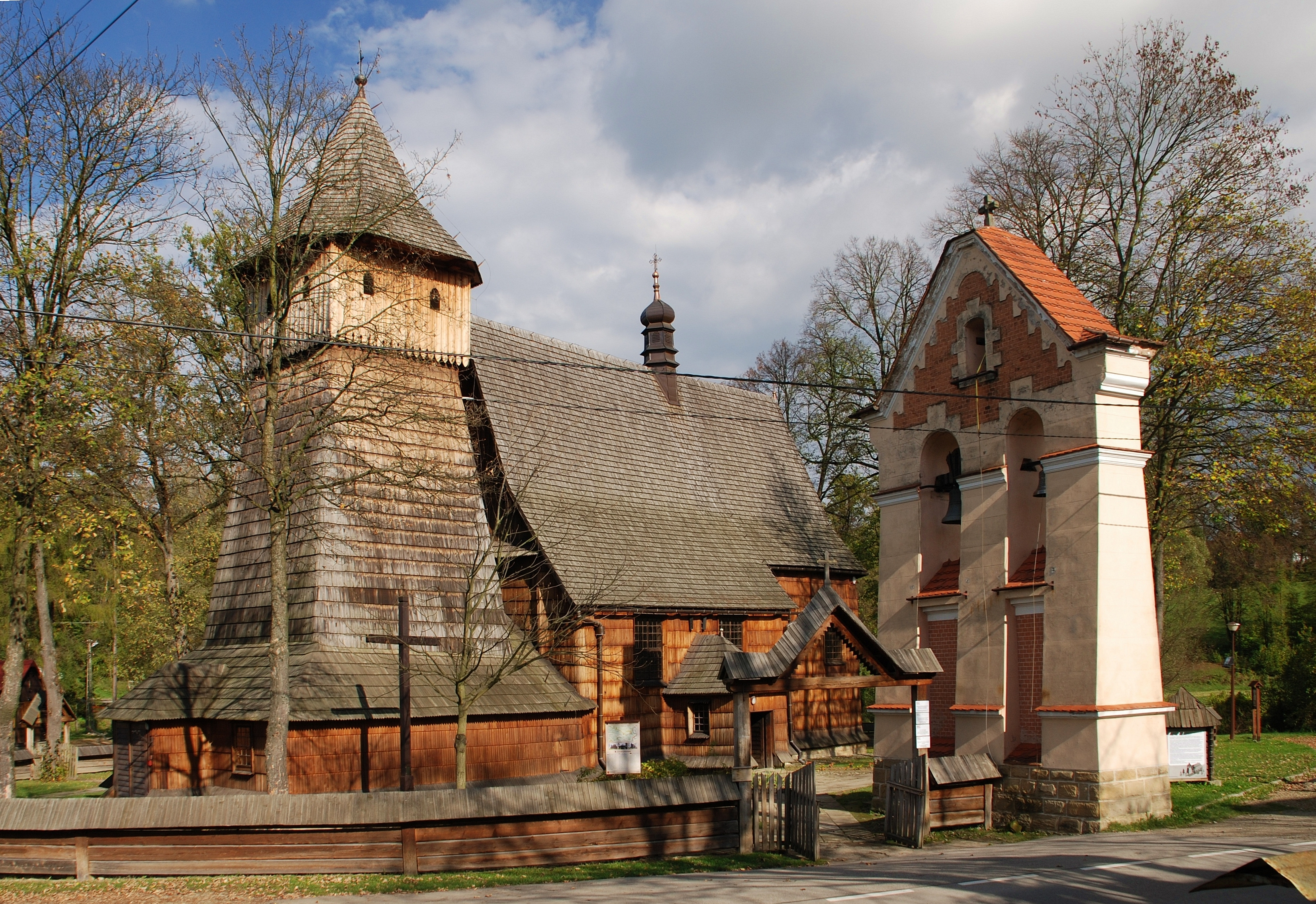
Erzengel-Michael-Kirche in Binarowa

Die Erzengel-Michael-Kirche (polnisch Kościół św. Michała Archanioła w Binarowej) ist eine römisch-katholische Holzkirche aus dem 15. Jahrhundert in Binarowa in der Wojewodschaft Kleinpolen. Das Gebäude wurde 2003 in die Liste des Weltkulturerbes der UNESCO aufgenommen. Die Kirche befindet sich auf der Holzarchitekturroute von Kleinpolen.

## Geschichte
Ein Dokument von 1415 deutet auf die Existenz einer hölzernen Kirche in Binarowa, die von Jan Długosz um 1480 bestätigt ist. Die heutige Kirche wurde um 1500 erbaut. Das Datum der Kirchenweihe ist unbekannt. In den Jahren 1512 bis ungefähr 1540 war der örtliche Priester Marcin Beier, der 1522 als erster in Polen-Litauen angeklagt wurde, weil er sich den Lehren der lutherischen Reformation angeschlossen hatte. In den nächsten Jahrhunderten fand eine Reihe von Renovierungsarbeiten statt:
- Im Jahr 1596 wurde ein Turm gebaut.
- In der ersten Hälfte des 16. Jahrhunderts war der Innenraum der Kirche fast vollständig polychrom ausgemalt.
- Zwischen 1602 und 1608 wurde ein Glockenturm errichtet.
- Zwischen 1641 und 1650 wurde die Kirche einem umfangreichen Wiederaufbau unterzogen, das Gemälde eines Schutzengels wurde angebracht, die Fensteröffnungen wurden vergrößert und die Wände neu bemalt.
- Zwischen 1953 und 1956 und im Jahr 1967 wurde die Kirche renoviert.
- In den 1990er Jahren wurde die Kirche umfangreichen rekonstruktiven Bauarbeiten unterzogen.

## Architektur und Ausstattung

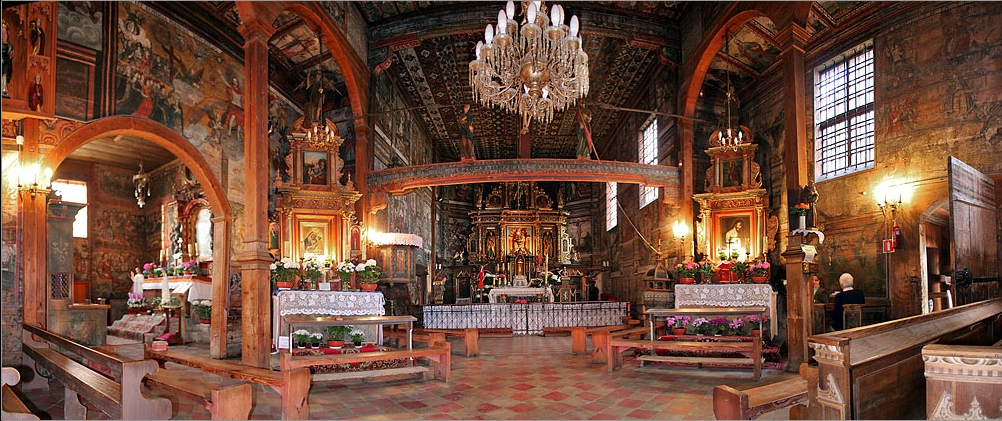
Inneres der Erzengel-Michael-Kirche

Die Kirche ist aus Tannenholz gefertigt. Die einzelnen Teile wurden durch Kammverbindungen miteinander verbunden; das bedeutet, dass die in verschiedenen Ebenen liegenden Holzteile mit kammartigen Falzen verbunden wurden.
Die Kirche hat eine flache Innendecke, im Kirchenschiff wird die Decke von Holzsäulen mit Arkaden getragen. Das gesamte Interieur bis hin zu den kleinsten architektonischen Details ist mit einer prächtigen Polychromie verziert: An den Decken befindet sich ein spätgotischer Gönner mit Blumenmotiven (sein Schöpfer signierte das ursprüngliche MKB in einer stilisierten Schrift), an den Wänden befinden sich barocke Serien von Darstellungen, in der Kapelle mit figürlichen und ornamentalen Motiven. Im Kirchenschiff, in der Kapelle und in der Sakristei sind große Emporen angebracht. Die Kirche hat eine Orgel aus dem 19. Jahrhundert.
Die wertvollsten Elemente der Einrichtung der Kirche sind gotische Skulpturen aus dem Ende des 14. Jahrhunderts: Die Muttergottes mit dem Kind sowie die Reliefs der Heiligen Margareta, Dorothea, Katharina von Alexandrien und Barbara befinden sich in den Seitenaltären.

## Galerie

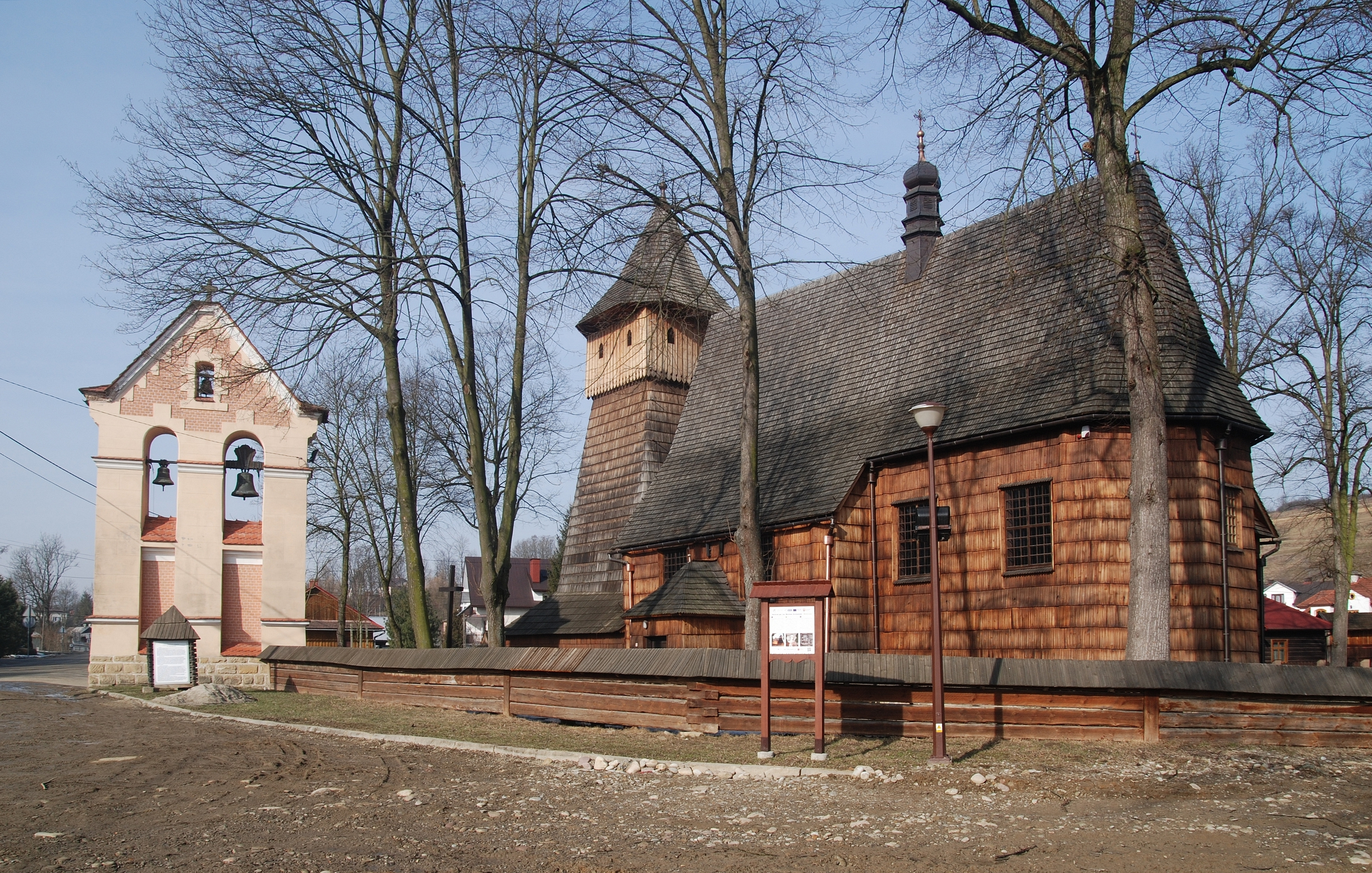
Kirche von Südosten
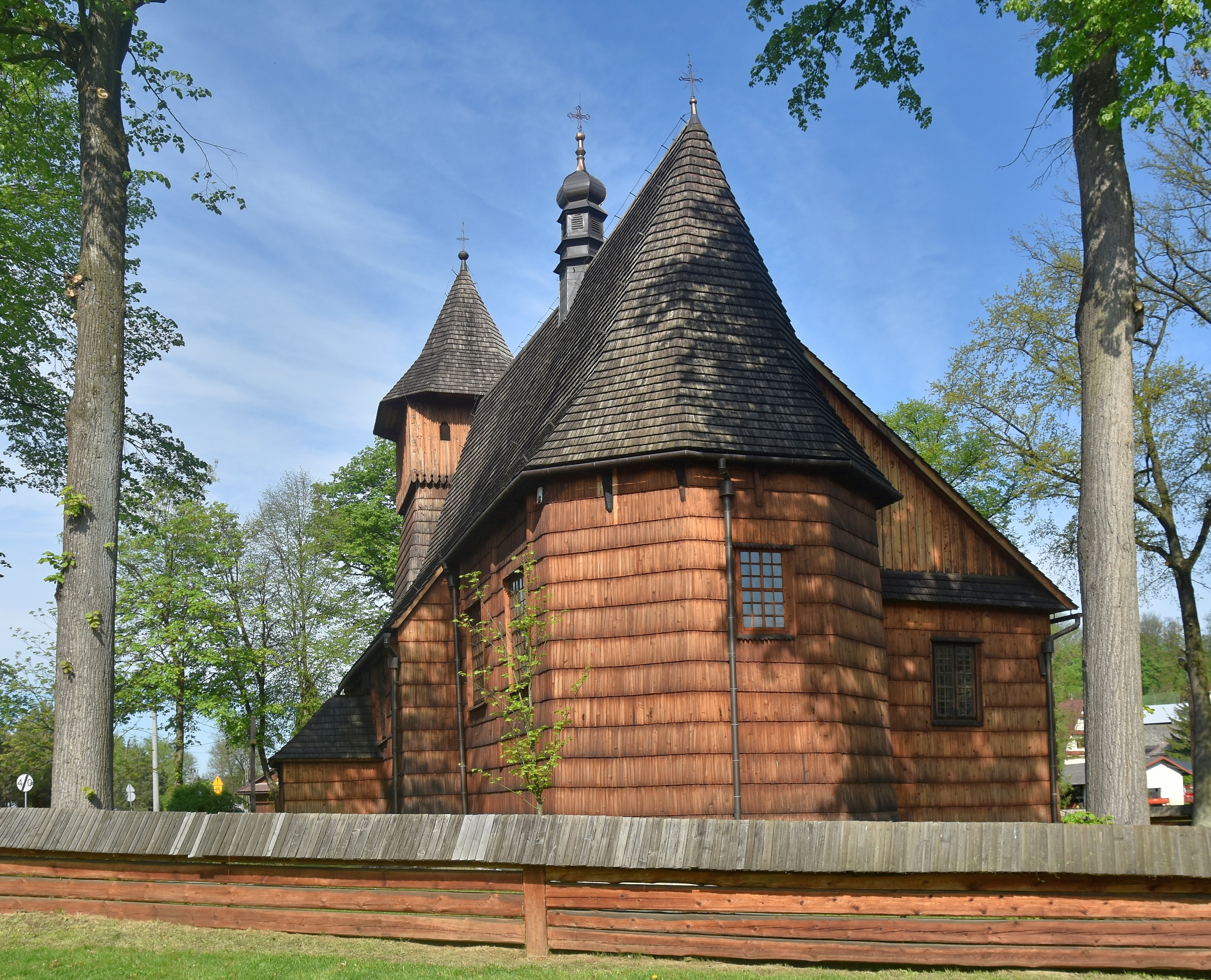
Kirche von der Ost-Seite
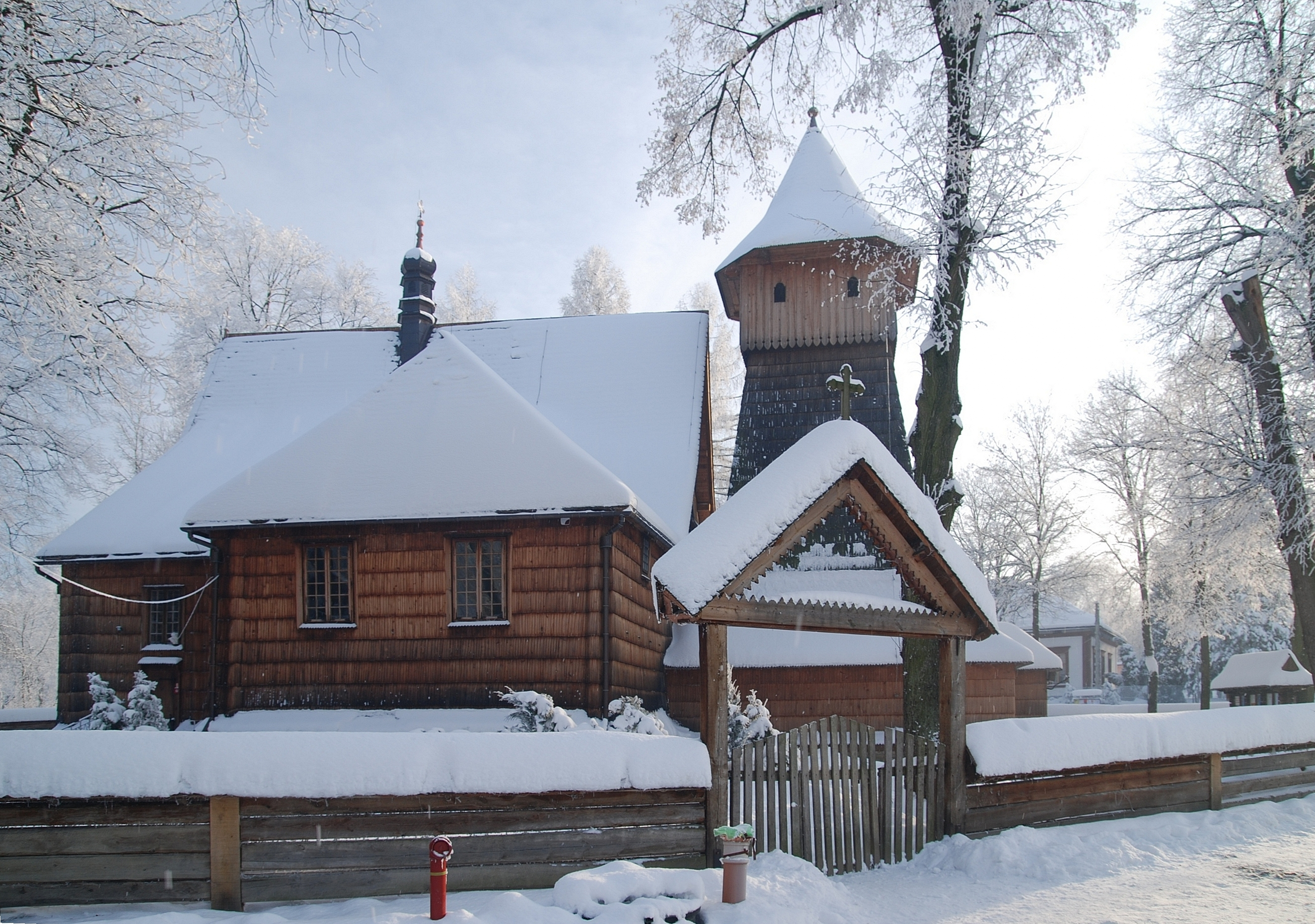
Kirche von der Nord-Seite
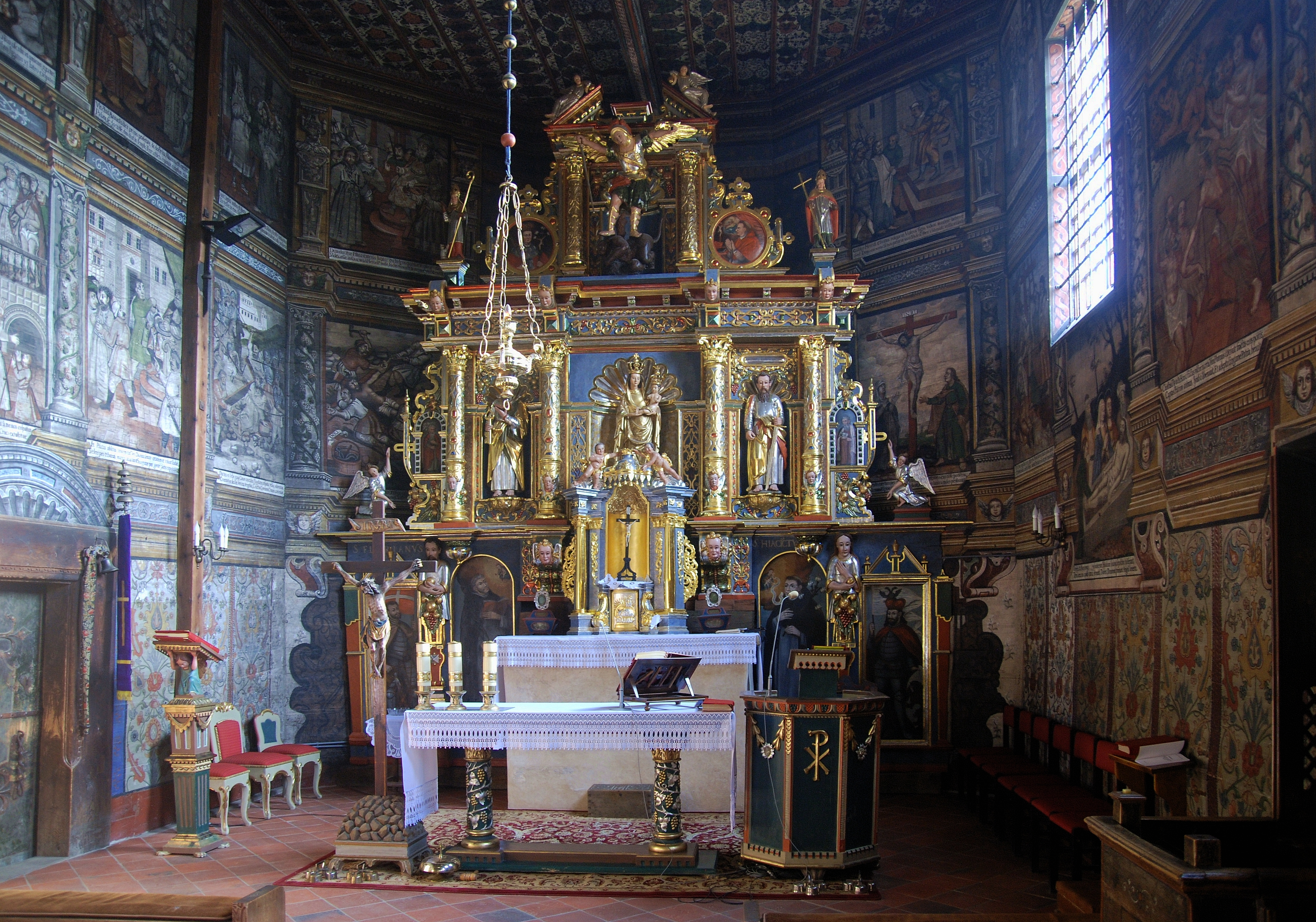
Hauptaltar
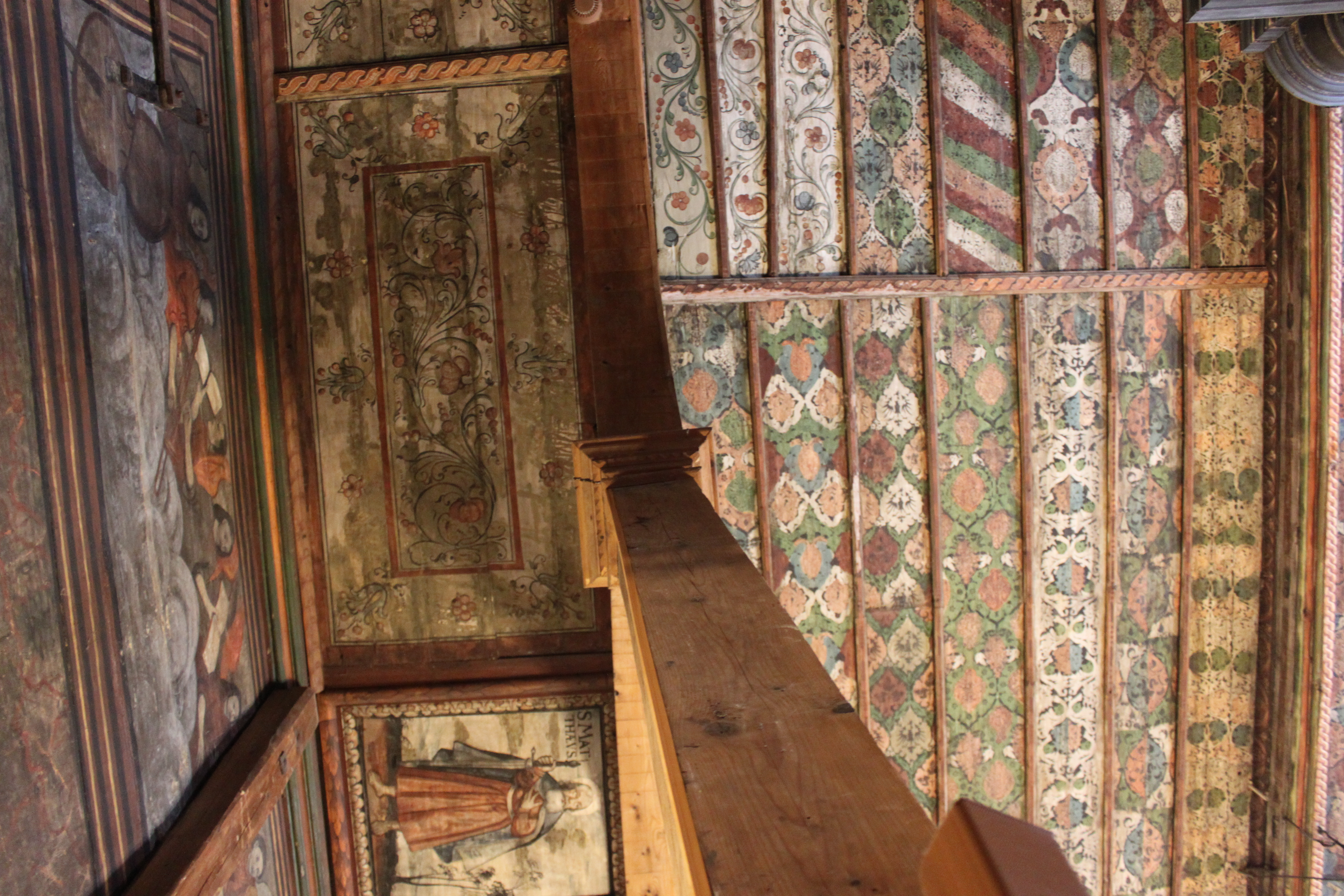
Deckenmalereien
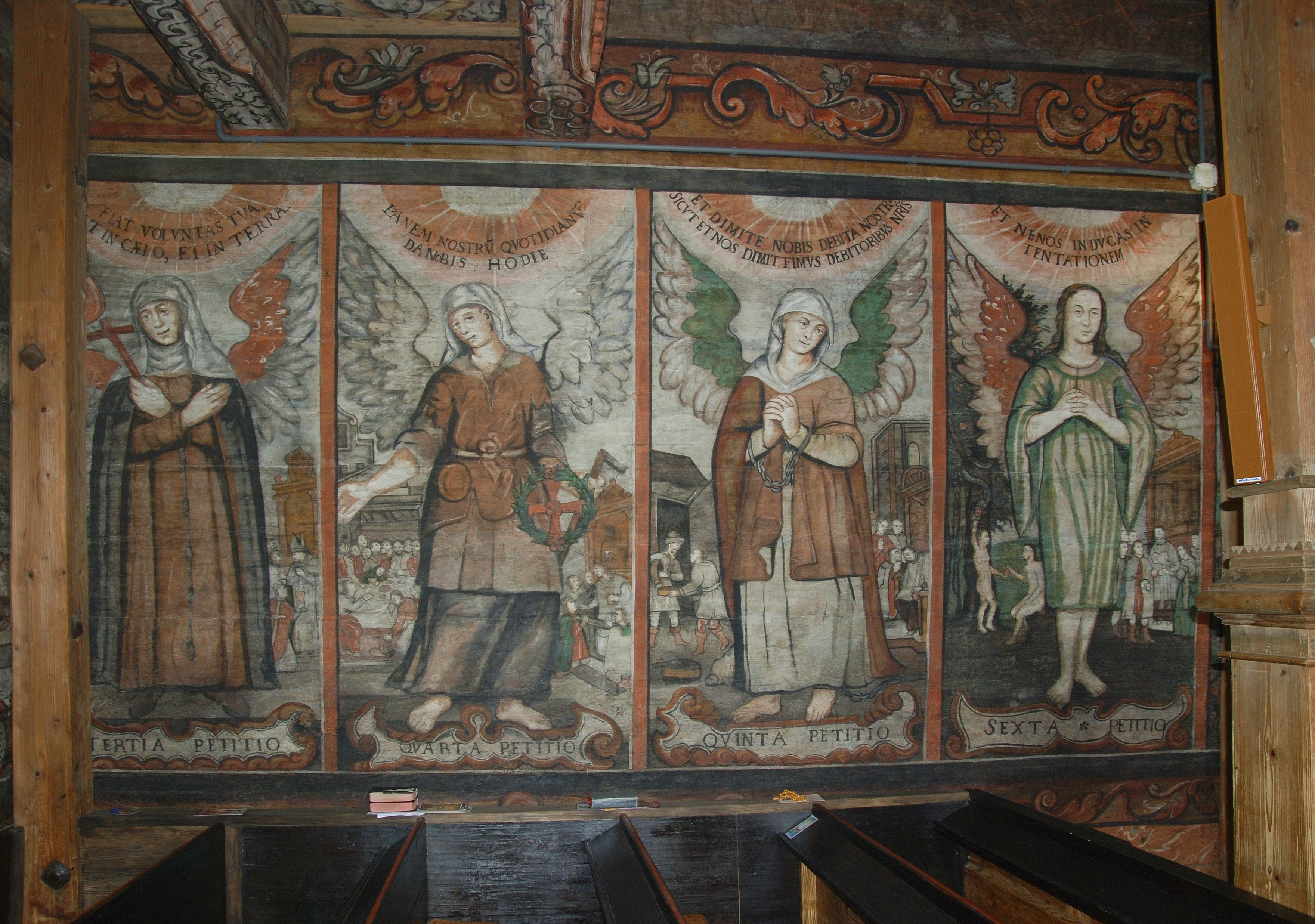
Wandmalereien